# Nagar (Stadt)

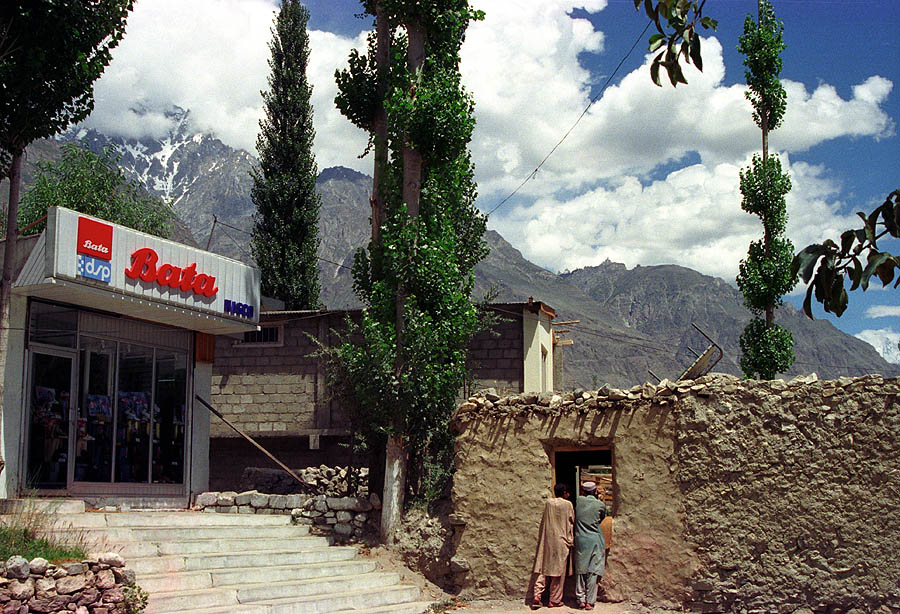
Ein Schuhgeschäft in Nagar

Nagar (Urdu نگر) ist eine Stadt im Gilgit-Distrikt in Gilgit-Baltistan, den früheren Nordgebieten von Pakistan. Diese Stadt liegt im Hispar-Tal auf 2.688 Meter über Meeresspiegel und war die Hauptstadt des früheren Bergkönigreiches von Nagar.

## Lage
Nagar liegt am Südhang des Hispar-Tals kurz vor dessen Einmündung ins Hunzatal auf einer Höhe von etwa 2500 Metern. Gegenüber der Einmündung auf der anderen Seite des Hunzatals liegt in einer Entfernung von etwa 10 Kilometer (Luftlinie) Karimabad, die ehemalige Hauptstadt des Hunzareichs. Der durch das Hunzatal führende Karakorum Highway verbindet die Region mit der pakistanischen Hauptstadt Rawalpindi und mit Kaschgar in China.